# Heliophanus furvus
Heliophanus furvus – gatunek pająka z rodziny skakunowatych.
Gatunek ten opisany został w 2014 roku przez Wandę Wesołowską i Charlesa Haddada.
Samce osiągają 1,9 mm długości prosomy i 2,3 mm długości opistosomy, zaś samice od 2,1 do 2,3 mm długości prosomy i od 2,3 do 2,7 mm długości opistosomy. Ubarwienie ciała jest metalicznie czarne z wąską, białą linią biegnącą przez środek karapaksu i opistosomy. Warga dolna, endyty i sternum są ciemnobrązowe, nogogłaszczki czarne, a kądziołki przędne czarniawe. Na ciemnoszarym spodzie opistosomy widnieją trzy słabo zaznaczone, jasne przepaski. Samiec ma nogogłaszczki z małym guzkiem na spodzie uda, długą apofizą na rzepce, spiczastą grzbietową apofizą goleni i nieco zakrzywionym, osadzonym poniżej czubka bulbusa embolusem. U samicy tylno-boczna para otworów kopulacyjnych jest odgięta, a epigynum stosunkowo słabo zesklerotyzowane jak na podrodzaj.
Pająk afrotropikalny, znany wyłącznie z dystryktu Quthing w południowym Lesotho. Odławiany pod kamieniami i w ściółce, na wysokości od 1800 do 2100 m n.p.m..